# Фанус
Фанус (масрі فانوس, мн. فوانيس), також відомий як Фанус Рамадан (араб. فانوس رمضان), — єгипетський традиційний ліхтар, який використовувався для прикраси вулиць і будинків у місяць Рамадан. Вперше з'явився в Єгипті, з того часу вони поширилися по всьому мусульманському світу і є загальним символом, пов'язаним зі священним місяцем.

## Етимологія
Слово Fanous (також пишеться Fanos, Phanous і Fanoos) походить від грецького φανός, phanós і означає «світло» або «ліхтар». Історично він використовувався у значенні світло світу і є символом надії, наприклад світло в темряві.

## Історія

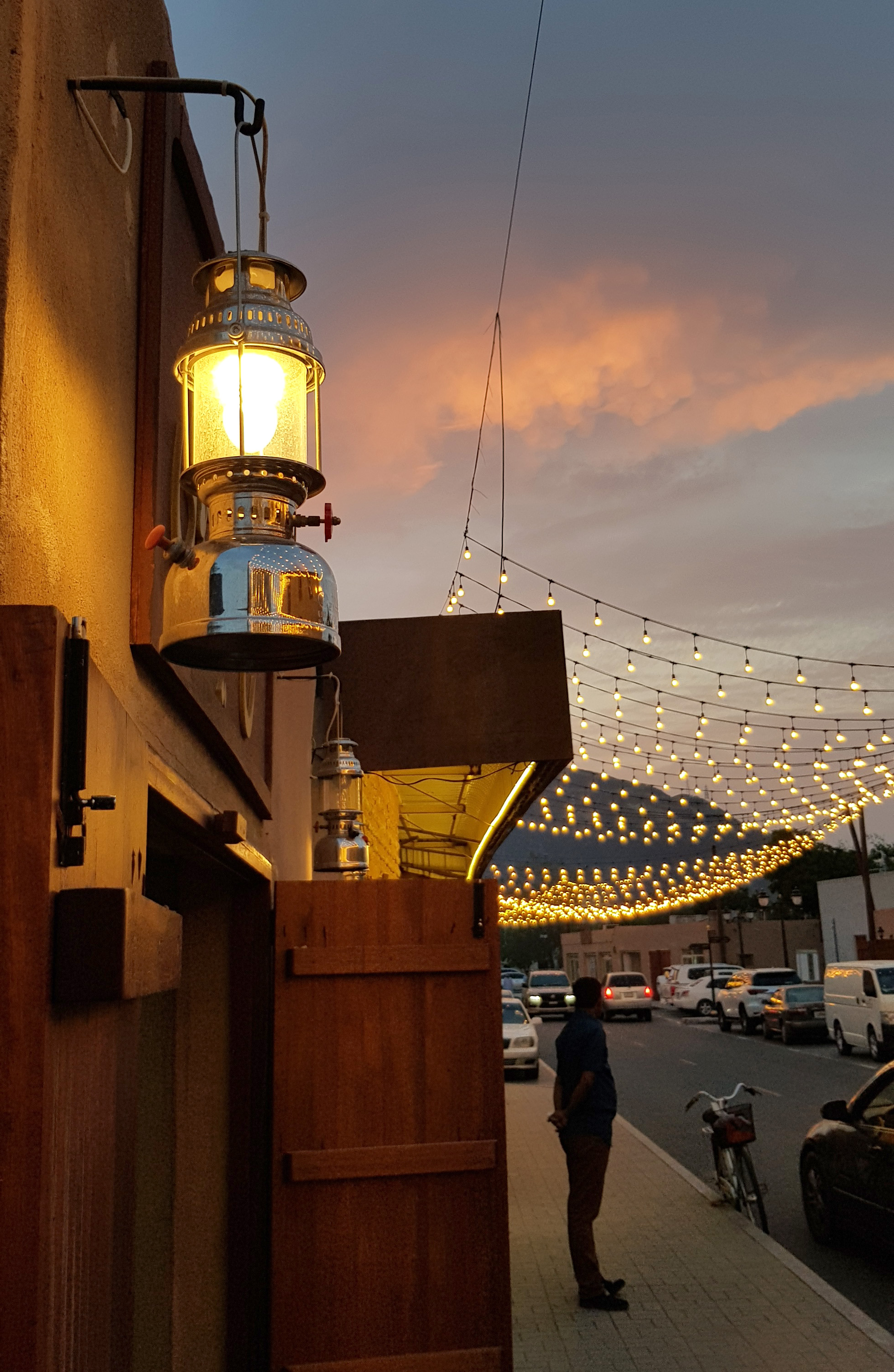
Фанус

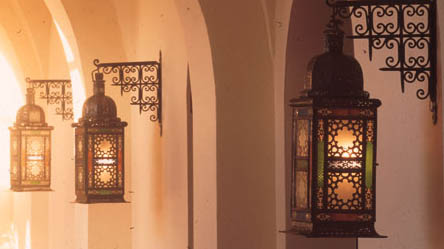
Фанус

Традиція використання фанусів як прикрас, пов'язаних із Рамаданом, походить із середньовічного Єгипту, де за традицією єгиптяни масами виходили з ліхтарями в руках, щоб вітати фатімідського халіфа Аль-Муїзза під час його прибуття до Каїра під час священного місяця Рамадан, оскільки це давня єгипетська традиція святкувати, освітлювати вулиці вієподібними ліхтарями. Зараз його використання поширилося в багатьох мусульманських країнах.

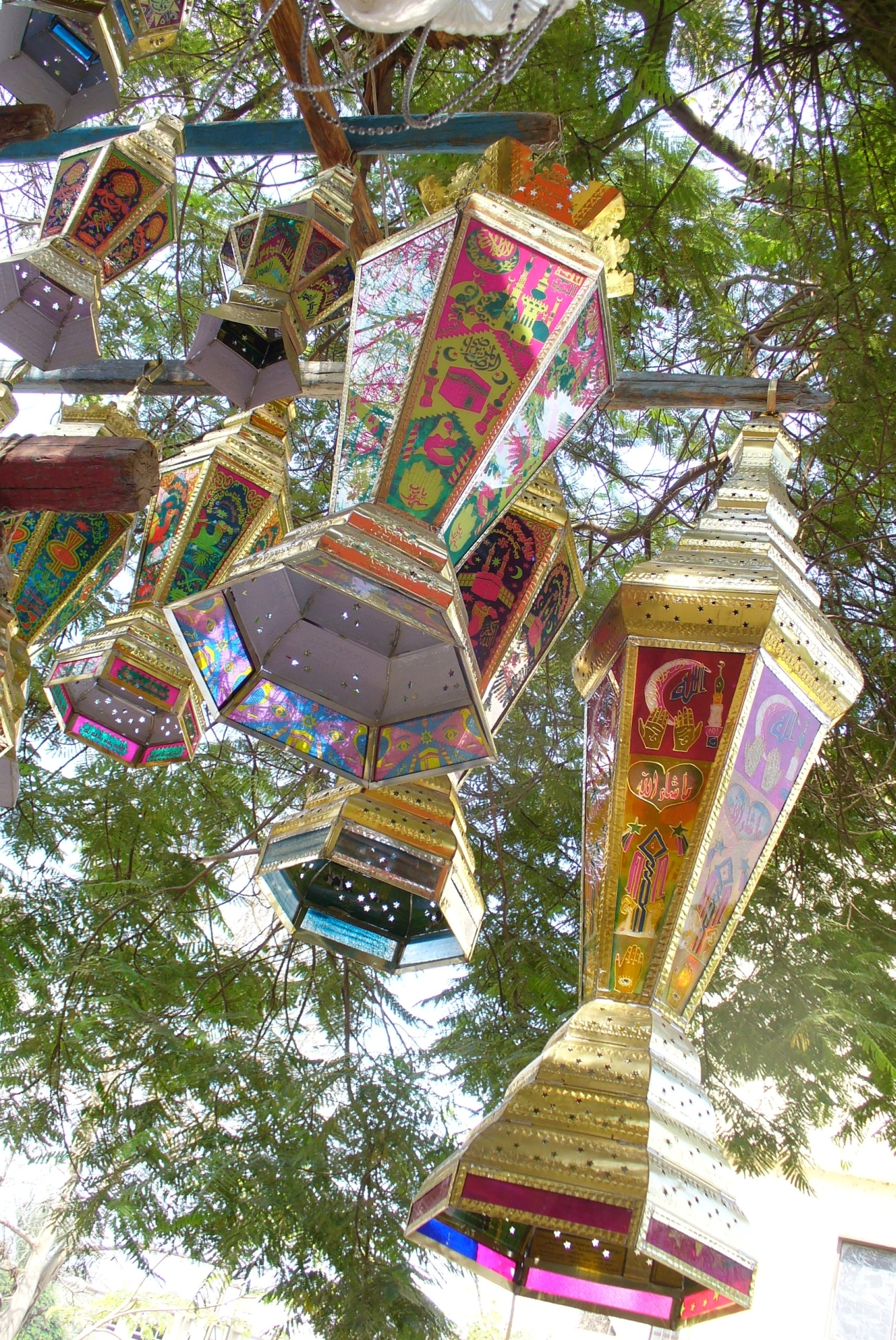
Традиційні єгипетські ліхтарі в Каїрі, Єгипет, під час святкування Рамадан

У стародавні часи фанус був схожий на лампу і містив або свічки, або олію. Спочатку розвинувся з факелів, які використовувалися на святах фараонів, присвячених сходженню зірки Сіріус. Протягом п'яти днів стародавні єгиптяни святкували дні народження Осіріса, Гора, Ісіди, Сета та Нефтиди — по одному щодня — освітлюючи вулиці фанусами (факелами). Смолоскипи або свічки також користувалися в ранньому християнстві. Це засвідчене єгипетським істориком Макризі (1364—1442), який зазначив у своїй книзі Al Mawaiz wa al-'i'tibar bi dhikr al-khitat wa al-'athar, що ці факели або свічки використовувалися під час Різдва для святкування.

## Використання
Фанус широко використовується в усьому світі — особливо в азійських регіонах та арабському світі — не лише для певних релігійних цілей, але й для імен людей чи декоративних цілей. Їх можна знайти в будинках, ресторанах, готелях, торгових центрах тощо. Часто вони розташовані у вигляді групи світильників, розташованих у різних конструкціях і формах. Для їх виготовлення в основному використовують метал і скло.